# Stoke Mandeville
Stoke Mandeville é uma vila e freguesia no distrito de Aylesbury Vale, três milhas (4,8 km) a sudeste de Aylesbury, no condado de Buckinghamshire, Inglaterra. Apesar de ser uma paróquia civil separada, está localizado na fronteira com a freguesia de Aylesbury. O Stoke Mandeville Hospital, tem a maior ala de tratamento de lesões na coluna vertebral na Europa.
A aldeia foi originalmente denominada como Stoches no Domesday Book de 1086, a partir da palavra stoc, do inglês antigo, no sentido de uma fazenda ou aldeia. O sufixo Mandeville foi registrado pela primeira vez em 1284, quando as terras foram listada como estando nas mãos da poderosa família Norman de Mandeville. A antiga igreja medieval da paróquia, localizada nos arredores da aldeia foi condenada em meados do século XX e foi demolida em janeiro de 1966. A nova igreja paroquial de tijolo vermelho de Santa Maria, consagrada em julho de 1866 pelo bispo de Oxford Samuel Wilberforce, permanece como a única igreja na aldeia para além da Igreja Metodista em Eskdale Road.
Stoke Mandeville foi também o local dos Stoke Mandeville Games, que primeiro teve lugar em 1948 e agora são conhecidos como os Jogos Mundiais de Cadeirantes e Amputados. Os jogos, que foram realizados oito vezes em Stoke Mandeville, foram a inspiração para os Jogos Paraolímpicos, também chamado de Stoke Mandeville Games, que foram organizadas em Roma em 1960. Os aspectos de cadeiras de rodas dos Jogos Paraolímpicos de 1984 também foram realizadas na aldeia. O mascote dos Jogos Paralímpicos de Verão de 2012, Mandeville, é nomeado após a vila, com base nos jogos, uma vez realizada lá. O Stoke Mandeville Stadium foi desenvolvido juntamente com o hospital e o Centro Nacional de Deficiência Desporto no Reino Unido, aumentando o papel do hospital como um centro mundial para paraplégicos e pessoas com lesões na coluna vertebral.